# Circles (álbum de P.O.D.)
Circles es el décimo álbum de estudio de la banda estadounidense de nu metal P.O.D. Fue lanzado el  16 de noviembre de 2018 a través de Mascot Records. Para promocionar el disco, la banda realizó una gira por Estados Unidos y Europa. Es el último álbum que presenta al baterista fundador de la banda, Wuv Bernardo, antes de su pausa de la banda en 2021.

## Antecedentes
En agosto de 2017, el grupo lanzó "Soundboy Killa" como sencillo promocional del álbum. Más tarde ese año, el cuarteto viajó por los Estados Unidos y Sudamérica en Soundboy Killaz con Powerflo, Alien Ant Farm y Fire from the Gods.
En septiembre de 2018, el conjunto lanzó la canción principal "Circles", seguida de "Listening for the Silence", que alcanzó el puesto 25 en la lista Billboard Mainstream Rock Songs.
El grupo trabajó en el disco con el dúo de producción de Los Ángeles The Heavy, la colaboración más extensa que ha realizado el grupo.
El título del álbum posee múltiples significados para el vocalista principal Sonny Sandoval, quien afirmó que "Parte del pensamiento fue: 'Hombre, ¿es este un nuevo comienzo para P.O.D., o es un hermoso final?'".

## Composición
Blabbermouth.net declaró que ""Rockin' With The Best", impulsado por el rap, tiene un sonido P.O.D. de la vieja escuela que hace un guiño a los Beastie Boys, mientras que "Always Southern California" es un rockero con inflexiones de reggae y el "Soundboy" con mucho groove. Killa" es un híbrido de hip-hop/metal", y continúa diciendo que "la dinámica canción principal incluso cuenta con florituras electrónicas de mal humor, un piano vidrioso y versos de rap relajados".

## Lista de canciones
Todas las canciones escritas y compuestas por P.O.D.. 
| N.º | Título                       | Duración |  |
| 1.  | «Rockin' with the Best»      | 2:42     |  |
| 2.  | «Always Southern California» | 3:10     |  |
| 3.  | «Circles»                    | 3:27     |  |
| 4.  | «Panic Attack»               | 3:02     |  |
| 5.  | «On the Radio»               | 3:10     |  |
| 6.  | «Fly Away»                   | 3:10     |  |
| 7.  | «Listening for the Silence»  | 3:51     |  |
| 8.  | «Dreaming»                   | 3:02     |  |
| 9.  | «Domino»                     | 3:29     |  |
| 10. | «Soundboy Killa»             | 4:06     |  |
| 11. | «Home»                       | 4:01     |  |

## Personal
P.O.D.
- Sonny Sandoval - voz líder
- Wuv Bernardo - batería, instrumento de percusión, guitarra rítmica, coros
- Traa Daniels - bajo eléctrico, coros
- Marcos Curiel - guitarra, coros